# روبرت فيتزوالتر
 اللورد روبرت فيتزوالتر  (المتوفي في 9 ديسمبر 1235)، زعيم البارونات الذين عارضوا حكم الملك جون ملك إنجلترا، وواحد من الـ 25 الذين وقّعوا على الماجنا كارتا، وهو ثالث اللوردات من أسرة فيتزوالتر إحدى الأسر الأرستقراطية الرسمية التي أنشأها هنري الأول وهنري الثاني. حارب مع الملك جون في حروبه ضد النورمان، وأسره الملك فيليب أغسطس ملك فرنسا، وأُجبر على دفع فدية كبيرة.
تورط فيتزوالتر في مؤامرة البارونات في عام 1212، بعد أن إدعى أن الملك حاول إغواء ابنته الكبرى. غيّر روبرت إدعاءاته من وقت لآخر، ويعتقد أن الدافع وراء تلك الإدعاءات هو غضبه مما أشيع بأن جون سيقوم بتغيير طبقة البارونات بأخرى جديدة. نجا فيتزوالتر من محاكمته بفراره إلى فرنسا، وولم يعد إلا بعد عفو من جون بعد تسوية الخلاف بوساطة البابا.
رغم ذلك، واصلت فيتزوالتر تحريض البارونات ضد الملك. وعند اندلاع القتال في عام 1215، انتخب قائدًا لـ «جيش الله والكنيسة المقدسة». أيد أهل لندن جيشه، فاستخدم المدينة كقاعدة لعملياته. تسبب سوء قيادته للمتمردين في إضطرارهم لطلب المساعدة من فرنسا، وكان فيتزوالتر أحد المبعوثين الذين دعوا لويس إلى إنجلترا، وكان أول البارونات تكريمًا للأمير عند دخوله لندن. وعلى الرغم من معاملة الفرنسيين له بطريقة مهينة لخيانته لمليكه الأصلي، إلا أن روبرت خدم لويس بإخلاص حتى أُسر في معركة لنكولن الأولى في مايو 1217.
أطلق سراحه بعد إقرار السلام، وعندئذ شارك في الحملة الصليبية الخامسة، ولكنه عاد سريعًا. عاش فيتزوالتر ما تبقى من حياته حياة هادئة، وتوفي في عام 1235. يعد روبرت فيتزوالتر بطل تحرير إنجلترا من ظلم الملك جون ولإجباره جون على التوقيع على الماجنا كارتا، كما أصبح اسمه مألوفًا في الأساطير المختلفة، بما في ذلك أسطورة روبين هود.